# سد ماسکلیا
سد ماسکلیا (به لاتین: Maskeliya Dam) یک سد در سری‌لانکا است که در استان مرکزی (سری‌لانکا) واقع شده‌است.